# European Championships 2018/Teilnehmer (Luxemburg)
| Gelbes Symbol für Goldmedaillen mit stilisierten Olympischen Ringen | Graues Symbol für Silbermedaillen mit stilisierten Olympischen Ringen | Braundes Symbol für Bronzemedaillen mit stilisierten Olympischen Ringen |
| ------------------------------------------------------------------- | --------------------------------------------------------------------- | ----------------------------------------------------------------------- |
| —                                                                   | —                                                                     | —                                                                       |

Luxemburg nahm an den European Championships 2018 mit insgesamt zehn Athleten und Athletinnen teil.

## Teilnehmer nach Sportarten

### Leichtathletik
Laufen und Gehen 
| Athleten         | Wettbewerb | Vorlauf     | Vorlauf | Halbfinale  | Halbfinale | Finale        | Finale        | Rang |
| Athleten         | Wettbewerb | Zeit        | Rang    | Zeit        | Rang       | Zeit          | Rang          | Rang |
| ---------------- | ---------- | ----------- | ------- | ----------- | ---------- | ------------- | ------------- | ---- |
| Frauen           |            |             |         |             |            |               |               |      |
| Charline Mathias | 800 m      | 2:02,08 min | 10      | 2:02,01 min | 8          | ausgeschieden | ausgeschieden | 8    |
| Männer           |            |             |         |             |            |               |               |      |
| Charles Grethen  | 1500 m     | 3:49,97 min | 25      | –           | –          | ausgeschieden | ausgeschieden | 25   |

 Springen und Werfen 
| Athleten     | Wettbewerb  | Qualifikation | Qualifikation | Finale     | Finale | Rang |
| Athleten     | Wettbewerb  | Weite/Höhe    | Rang          | Weite/Höhe | Rang   | Rang |
| ------------ | ----------- | ------------- | ------------- | ---------- | ------ | ---- |
| Männer       |             |               |               |            |        |      |
| Bob Bertemes | Kugelstoßen | 19,70 m       | 12            | 21,00 m NR | 6      | 6    |

### Radsport

#### Straße
| Athleten          | Wettbewerb    | Zeit      | Rang |
| ----------------- | ------------- | --------- | ---- |
| Frauen            |               |           |      |
| Chantal Hoffmann  | Straßenrennen | DNF       | DNF  |
| Elise Maes        | Straßenrennen | DNF       | DNF  |
| Christine Majerus | Straßenrennen | 3:28:15 h | 12   |

#### Mountainbike
| Athleten         | Wettbewerb    | Zeit      | Rang |
| ---------------- | ------------- | --------- | ---- |
| Frauen           |               |           |      |
| Fabienne Schauss | Cross-Country | 1:41:59 h | 22   |

### Schwimmen
| Athleten            | Wettbewerb          | Vorlauf     | Vorlauf | Halbfinale    | Halbfinale    | Finale        | Finale        | Rang |
| Athleten            | Wettbewerb          | Zeit        | Rang    | Zeit          | Rang          | Zeit          | Rang          | Rang |
| ------------------- | ------------------- | ----------- | ------- | ------------- | ------------- | ------------- | ------------- | ---- |
| Frauen              |                     |             |         |               |               |               |               |      |
| Monique Olivier     | 200 m Freistil      | 2:02,95 min | 35      | ausgeschieden | ausgeschieden | ausgeschieden | ausgeschieden | 35   |
| Monique Olivier     | 400 m Freistil      | 4:18,31 min | 17      | –             | –             | ausgeschieden | ausgeschieden | 17   |
| Männer              |                     |             |         |               |               |               |               |      |
| Julien Henx         | 50 m Freistil       | 23,17 s     | 43      | ausgeschieden | ausgeschieden | ausgeschieden | ausgeschieden | 43   |
| Julien Henx         | 100 m Freistil      | 50,30 s     | 44      | ausgeschieden | ausgeschieden | ausgeschieden | ausgeschieden | 44   |
| Julien Henx         | 50 m Schmetterling  | 23,99 s     | 25      | ausgeschieden | ausgeschieden | ausgeschieden | ausgeschieden | 25   |
| Julien Henx         | 100 m Schmetterling | 58,16 s     | 57      | ausgeschieden | ausgeschieden | ausgeschieden | ausgeschieden | 57   |
| Raphaël Stacchiotti | 100 m Brust         | 1:03,37 min | 45      | ausgeschieden | ausgeschieden | ausgeschieden | ausgeschieden | 45   |
| Raphaël Stacchiotti | 200 m Lagen         | 2:02,34 min | 20      | 2:01,99 min   | 14            | ausgeschieden | ausgeschieden | 14   |

## Weblink
- offizielle European Championship Website